# رسم فيكتوري

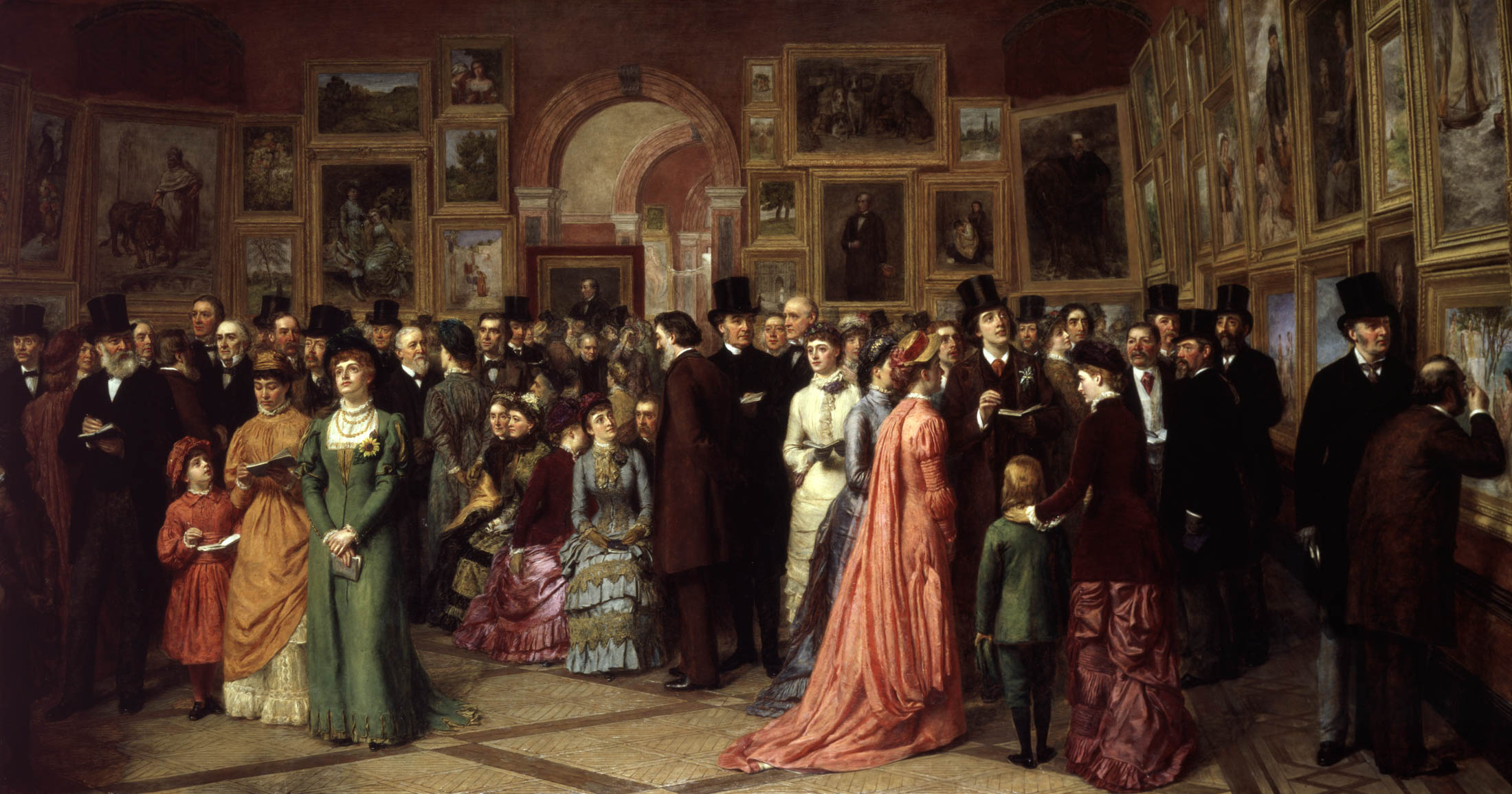

يشير الرسم الفيكتوري إلى الأساليب المميزة للرسم في المملكة المتحدة في عهد الملكة فيكتوريا (1837- 1901). تميز عهد فيكتوريا المبكر بالتطور الصناعي السريع والتغيير الاجتماعي والسياسي، مما جعل المملكة المتحدة واحدة من أقوى الدول وأكثرها تقدمًا في العالم. هيمنت الأكاديمية الملكية للفنون ونظريات رئيسها الأول، جوشوا راينولدس، على الرسم في السنوات الأولى من حكمها. تأثر راينولدس والأكاديمية بشدة برسام عصر النهضة الإيطالي رافائيل، واعتقدوا أن دور الفنان يتجلى بجعل موضوع عملهم يبدو نبيلًا ومثاليًا قدر الإمكان. أثبت هذا نهجًا ناجحًا للفنانين في فترة ما قبل الصناعة، عندما تمثلت الموضوعات الرئيسية للجان الفنية بالصور الشخصية للنبلاء والمشاهد العسكرية والتاريخية. بحلول وقت اعتلاء الملكة فيكتوريا العرش، بدأ النظر إلى هذا النهج على أنه نهج عفا عليه الزمن وأصبح باليًا. أدى صعود الطبقة الوسطى الثرية إلى تغيير سوق الفن، وآمن الجيل الذي نشأ في العصر الصناعي بأهمية الدقة والاهتمام بالتفاصيل، وأن دور الفن هو أن يعكس العالم، لا أن يجعله مكانًا مثاليًا.
شكلت مجموعة من طلاب الفنون في أواخر الأربعينيات وأوائل الخمسينيات من القرن التاسع عشر، جماعة ما قبل الرفائيلية كرد فعل ضد التدريس في الأكاديمية الملكية. استندت أعمالهم إلى الرسم الذي يعتمد على أكبر قدر من الدقة بحيث تقترب اللوحة من الطبيعة عندما يكون ذلك ممكنًا، وعند رسم المشاهد الخيالية أيضًا للتأكد من إظهار المشهد بالواقعية التي كان سيظهر بها لو كان حقيقيًا، بدلًا من تشويه موضوع اللوحة لجعلها تبدو نبيلة. شعروا أيضًا أن دور الفنان هو سرد الدروس الأخلاقية، واختاروا الموضوعات التي يمكن أن يفهمها الجمهور في ذلك الوقت على أنها حكايات أخلاقية. لقد فُتنوا بشكل خاص بالتطورات العلمية الحديثة التي بدت وكأنها تدحض التأريخ العهد القديم، لأنها تتعلق باهتمام العلماء بالتفاصيل واستعدادهم لتحدي المعتقدات الحالية. على الرغم من أن جماعة ما قبل الرفائيلية كانت قصيرة العمر نسبيًا، إلا أن أفكارهم كانت شديدة التأثير.
أدت الحرب الفرنسية البروسية في عام 1870 إلى انتقال عدد من الفنانين الانطباعيين الفرنسيين المؤثرين إلى لندن، حاملين معهم أساليب جديدة للرسم. في الوقت نفسه، أدى الكساد الاقتصادي الحاد والانتشار المتزايد لاستعمال الآلات إلى جعل المدن البريطانية مكانًا مزعجًا للعيش بشكل متزايد، وانقلب الفنانون ضد التركيز على عكس الواقع. شعر جيل جديد من الرسامين والكتاب المعروفين باسم الحركة الجمالية أن هيمنة شراء الفن من قبل الطبقة الوسطى ضعيفة التعليم، وتركيز ما قبل الرفائيلية على عكس واقع العالم القبيح، أدى إلى تدهور جودة الرسم. ركزت الحركة الجمالية على ابتكار أعمال تصور الجمال والأفعال النبيلة، لتكون إلهاءً عن بغض الواقع. تحول العديد من الفنانين إلى رسم مشاهد من الماضي ما قبل الصناعي، مع تدهور نوعية الحياة في بريطانيا، بينما رسم العديد من فناني الحركة الجمالية، بغض النظر عن معتقداتهم الدينية، الفن الديني لأنه أعطاهم سببًا لرسم المشاهد والصور المثالية وتجاهل قبح وعدم يقين الواقع.
انتهى العصر الفيكتوري في عام 1901، وفي ذلك الوقت كان العديد من أبرز الفنانين الفيكتوريين قد توفوا. في أوائل القرن العشرين، لم تحظ المواقف والفنون الفيكتورية بشعبية كبيرة. كانت الحركة الحداثية التي هيمنت على الفن البريطاني، مستمدة من التقاليد الأوروبية ولم يكن لها صلة تُذكر بالأعمال البريطانية في القرن التاسع عشر. نظرًا لأن الرسامين الفيكتوريين كانوا عمومًا معادين بشدة لهذه التقاليد الأوروبية، فقد تعرضوا للسخرية أو للتجاهل من قبل الرسامين والنقاد الحداثيين في النصف الأول من القرن العشرين. عادت بعض أعمال ما قبل الرفائيلية في الستينيات من القرن العشرين إلى الموضة ضمن ثقافة الستينيات المضادة، التي رأتهم سلفًا لاتجاهات لستينيات القرن العشرين. أعادت سلسلة من المعارض في الستينيات والسبعينيات من القرن العشرين سمعتها، وكان المعرض الرئيسي لأعمال ما قبل الرفائيلية في عام 1984، أحد أكثر المعارض نجاحًا من الناحية التجارية في تاريخ معرض تايت. في حين تمتع فن ما قبل الرفائيلية بالعودة إلى الشعبية، ما تزال اللوحة الفيكتورية التي لا تنتمي لما قبل الرفائيلية تعتبر غير عصرية بشكل عام، وقد أدى عدم وجود أي مجموعات مهمة في الولايات المتحدة إلى تقييد انتشارها على نطاق واسع.